# Eva Feder Kittay
Eva Feder Kittay (geboren als Eva Feder 13. August 1946 in Malmö, Schweden) ist eine US-amerikanische Philosophin und Professorin an der Stony Brook University. 2016/17 amtierte sie als Präsidentin der American Philosophical Association (APA), Division Eastern.

## Leben
Eva Feder ist eine Tochter des Leo Feder und der Sara Golembioski. Die Familie zog 1953 in die USA, wo sie 1958 die Staatsbürgerschaft erhielt. Feder machte 1967 den Bachelor-Abschluss am Sarah Lawrence College in Bronxville und heiratete im selben Jahr Jeffrey Kittay, sie haben zwei Kinder, die Tochter Sesha ist geistig behindert. Kittay wurde 1978 bei Peter Caws an der City University of New York (CUNY) zur Ph.D. promoviert. Assistant Professor und Associate Professor war sie an der Stony Brook University, ebenso seit 1993 Full Professor und ab 2009 Distinguished Professor. Seit 2014 ist sie zudem Guggenheim-Fellow.
Sie ist auf Feministische Philosophie, feministische Ethik, soziale und politische Theorie sowie Disability Studies spezialisiert.
Am 23. Oktober 2006 wurde sie in Berlin mit dem erstmals verliehenen IMEW-Preis des Institut Mensch, Ethik und Wissenschaft ausgezeichnet. Die Mutter einer schwer behinderten Tochter wurde für ihre gesamte Arbeit geehrt: Als international bekannte Ethikerin, als Mutter und Philosophin, die die Perspektive von Menschen mit Behinderungen ins Zentrum ihres Denkens stellt. 2024 wurde Kittay zum Mitglied der American Academy of Arts and Sciences gewählt.

## Schriften (Auswahl)

### Monographien
- Love's labor. Essays on women, equality, and dependency. 2. Auflage, Routledge, Taylor & Francis Group, New York 2020, ISBN 978-1-138-08991-4 (Erste Auflage 1999, ISBN 0-415-90412-9).
- Learning from my daughter. The value and care of disabled minds. Oxford University Press, New York 2019, ISBN 978-0-19-084460-8.
- Metaphor. Its cognitive force and linguistic structure. Clarendon Press, Oxford und Oxford University Press, New York 1987, ISBN 0-19-824935-7.

### Herausgeberschaften
- Mit Linda Martin Alcoff: The Blackwell guide to feminist philosophy. Blackwell Pub., Malden (MA)/Oxford 2007, ISBN 978-0-631-22427-3.
- Mit Licia Carlson: Cognitive disability and its challenge to moral philosophy. Wiley-Blackwell, Chichester (West Sussex)/Malden (MA) 2010, ISBN 978-1-4051-9828-8.
- Mit Ellen K. Feder: The subject of care. Feminist perspectives on dependency. Rowman & Littlefield Publishers, Lanham (Md.) 2002, ISBN 0-7425-1362-9.
- Mit Adrienne Lehrer: Frames, fields, and contrasts. New essays in semantic and lexical organization. L. Erlbaum Associates, Hillsdale, (N.J.) 1992, ISBN 0-8058-1088-9.
- Mit Diana T. Meyers: Women and moral theory. Rowman & Littlefield, Totowa (N.J.) 1987, ISBN 0-8476-7381-2.